# 43-as busz (Budapest)
A budapesti 43-as jelzésű autóbusz Árpád híd, metróállomás és Megyer, Vízművek lakótelep között közlekedett. A járatot a Budapesti Közlekedési Vállalat üzemeltette.

## Története
1950. június 25-én a Marx (ma Nyugati) tér és a Szabadság Strandfürdő (későbbi nevén Dagály fürdő) között indítottak járatot 43-as jelzéssel, majd október 21-én meghosszabbították Újpest, Tanácsházig. 1951. június 11-étől már Újpest, Szilágyi utcáig közlekedett. 1959. július 13-ától 143-as jelzésű gyorsjáratot is járattak a belvárosi Madách tér és Újpest, Nádor utca között, majd augusztus 17-én a Szilágyi utcáig hosszabbították, végül pedig szeptember 19-én megszüntették kihasználatlanság miatt. 1961. február 25-én az U jelzésű gyorsjárat a 143-as jelzést kapta. 1964. január 20-án a 43-as buszok belső végállomása átkerült a Katona József utcába. 1971. február 11-én átadták az új újpesti végállomást a Szilágyi utcánál, amit a buszok a Kiss János utca és Dózsa György utca (ma Görgey Artúr utca) felől közelítettek meg. 1977. január 3-án a 143-as gyorsjárat a 43-as jelzést kapta, majd április 1-jén 43A jelzésű betétjárat is indult a Katona József utca és a Megyeri út között. 1981. december 30-án az M3-as metró Deák tér–Élmunkás tér szakaszának átadása miatt a 43-as és a 43-as buszok útvonala az Élmunkás térig (ma: Lehel tér) rövidült, a 43A megszűnt. 1984. november 6-án, a metró újabb szakaszának átadása miatt újra lerövidítették a 43-as és 43-as buszokat, már csak az Árpád hídig jártak. 1985. június 1-jén a 3V pótlóbuszt a Szilágyi utcáig hosszabbították, kiváltva ezzel a 43-as buszt. 1985 szilveszterén rendkívüli járatként újra közlekedett. 1990. december 15-én átadták az M3-as metró újpesti szakaszát is, ekkor a 43-as autóbusz jelzését 43-asra módosították (Árpád híd–Újpest, Petőfi laktanya), majd 1993. július 1-jén meghosszabbították Megyer, Vízművek lakótelepig. Párhuzamosság és takarékossági okok miatt előbb 1995. február 4-én a hétvégi üzemet, majd április 28-án a vonalat is megszüntették.

## Útvonala
| Megyer, Vízművek lakótelep felé                                        | Árpád híd, metróállomás felé                                           |
| ---------------------------------------------------------------------- | ---------------------------------------------------------------------- |
| Árpád híd, metróállomás vá. – Váci út – Megyer, Vízművek lakótelep vá. | Megyer, Vízművek lakótelep vá. – Váci út – Árpád híd, metróállomás vá. |

## Megállóhelyei
| 0  | Árpád híd, metróállomás végállomás    | 25 | 26, 32, 32, 84, 106, 120, 133 1 |
| 2  | Forgách utca                          | 23 | 133                             |
| 3  | Fiastyúk utca                         | 22 |                                 |
| 5  | Gyöngyösi utca                        | 20 | 4, 4                            |
| 6  | Szekszárdi utca                       | 19 |                                 |
| 7  | Kender-Juta                           | 18 |                                 |
| 9  | Újpest-Városkapu                      | 16 | 121, 122 Újpest                 |
| 10 | József Attila utca                    | 15 | 96, 104, 104A                   |
| 11 | Károlyi István utca                   | 14 | 96, 104, 104A                   |
| 13 | Zsilip utca                           | 12 | 96, 104, 104A                   |
| 14 | Megyeri út                            | 11 | 47, 96, 96, 104, 104A, 122      |
| 16 | TUNGSRAM                              | 9  | 47, 96, 96, 104, 104A           |
| 17 | Béla utca                             | 8  | 47, 96, 104, 104A               |
| 18 | Fóti út                               | 7  | 47, 96, 96, 104, 104A           |
| 20 | Kálvin János utca                     | 5  | 104, 104A                       |
| 21 | Oxigéngyár                            | 4  | 104, 104A                       |
| 23 | Petőfi laktanya                       | 2  | 104, 104A                       |
| 25 | Megyer, Vízművek lakótelep végállomás | 0  | 104, 104A                       |